# Kokri Kalan
Kokri Kalan (en punyabí:  ) es una ciudad de la India en el distrito de Moga, estado de Punyab.

## Geografía
Se encuentra a una altitud de 229 m s. n. m. a 151 km de la capital estatal, Chandigarh, en la zona horaria UTC +5:30.

## Demografía
Según estimación 2010 contaba con una población de 9 119 habitantes.